# Céphons
Le Céphons est une rivière française, qui coule dans le département de l'Indre, en région Centre-Val de Loire.

## Hydronymie
Son nom vient de « Sept-Fontaines ». À Levroux, la rivière s'appelle la Céphons, avant de reprendre le masculin sur la commune de Moulins-sur-Céphons.

## Géographie
Longue de 18,9 km, elle prend sa source dans le département de l'Indre, à 154 m d'altitude, vers Levroux, et se dirige dès lors du nord vers le nord-ouest. Son confluent avec le Nahon, sur rive droite, est situé sur le territoire de la commune de Langé.
Le Céphons traverse le département de l'Indre, en passant par les communes de Baudres, Langé, Levroux et Moulins-sur-Céphons.

## Hydrologie
Le Céphons à comme affluents, les ruisseaux : Saint-Phallier, Lamps et Nichat.

## Loisirs

### Pêche et poissons
Le cours d'eau est de deuxième catégorie ; les poissons susceptibles d’être péchés sont : ablette, barbeau commun, black-bass à grande bouche, brème, brochet, carassin, gardon, goujon, perche, poisson-chat, rotengle, sandre, silure et tanche.